# Arnager Bugt
Arnager Bugt är en bukt på ön Bornholm i Danmark.   Den ligger i Region Hovedstaden, i den östra delen av landet, 160 km öster om Köpenhamn.